# Pootle
Pootle es una herramienta de traducción en línea con una interfaz de gestión de traducción. Está escrito en el lenguaje de programación Python usando el framework Django y es un software libre, originalmente desarrollado y lanzado por Translate.org.za en el año 2004. Se desarrolló aún más como parte del proyecto Wordforge y la Red Africana para la Localización y ahora es mantenido por Translate.org.za.
Pootle tiene su uso destinado a los traductores de software libre, pero es utilizable en otras situaciones. Su foco principal está en la localización de las interfaces gráficas de usuario aplicaciones, en oposición a la traducción de documentos. Pootle hace uso del kit de herramientas de traducción para la manipulación de archivos. El kit de herramientas de traducción también ofrece características de conexión que se pueden utilizar para gestionar la traducción con Mozilla Firefox y OpenOffice. Algunas de las características de Pootle incluyen la extracción de terminología, memorias de traducción, gestión documental y adaptación, creación y gestión de usuarios.
Puede desempeñar diversas funciones en el proceso de traducción. La más simple muestra estadísticas para el cuerpo de las traducciones alojadas en el servidor. Su modo de sugerencia permite a los usuarios hacer sugerencias y correcciones de traducción para su posterior revisión, por lo que puede actuar como una traducción específica al darse a conocer un fallo. Permite la traducción en línea con varios traductores y, por último, que puede funcionar como un sistema de gestión donde los traductores trabajan utilizando una herramienta de conexión y utilizar Pootle para gestionar el flujo de trabajo de la traducción.

## Historia
El nombre Pootle es un acrónimo de «PO-based Online Translation / Localization Engine», pero también es un personaje en el programa infantil de la BBC llamado «The Flumps».
Pootle fue desarrollado por primera vez por David Fraser mientras trabajaba para Translate.org.za en un proyecto financiado por el proyecto CATIA. Su primer lanzamiento oficial se realizó en diciembre de 2004 a pesar de haber sido utilizado en varios internos Translate@thons por Translate.org.za.
Translate.org.za ha lanzado varias versiones, y en 2006 Pootle fue desarrollado como parte del proyecto Wordforge, un proyecto financiado por el Open Society Foundations y el International Development Research Centre. Éste agregó la gestión de archivos XLIFF y la infraestructura para el flujo de trabajo de traducción. Muchas de estas características se han añadido en la versión 1.0.
Pootle es utilizado por OpenOffice, OLPC y en otros proyectos. Pootle es la base del proyecto de Verbatim que está construyendo la infraestructura de localización para proyectos de la Fundación Mozilla.

## Formatos de documentos compatibles
El kit de traducción provee la conversión de los siguientes formatos compatibles: Java y Mozilla de archivos .properties, OpenOffice tiene los archivos SDF, HTML, texto, XLIFF y Gettext PO.
Pootle se trabaja directamente sobre Gettext PO y archivos XLIFF, así como Qt .ts, TBX y TMX (desde la versión 2.0.3). Desde Pootle 2.1.0 también hay soporte nativo para varios formatos, tales como Java. Archivos de propiedades, archivos PHP, cadenas de Mac OS X y varios formatos de subtítulos.

## Características
- Extracción de terminología: basada en frecuencia de los términos,
- Memoria de traducción: creada por una herramienta offline,
- Traducción automática: a través de los servicios en línea,
- Idioma alternativo: las traducciones vistas desde una tercera lengua al traducir,
- Glosario: posibilidad de elegir entre glosario vivo global o un glosario por proyecto,
- Objetivos: establece las metas y los usuarios logran los objetivos,
- Estadísticas: números de palabras y estadísticas cadena,
- Sugerencias: permite sugerencias para hacer activa la participación y presentación de informes de errores,
- Control de versión: actualizar o actualizar directamente a los sistemas de control de versiones nuevas,
- Gestión de usuarios: asigna diferentes derechos a los usuarios,
- Interfaz de traducción: realiza la traducción en línea y su revisión,
- Chequeos: realiza más de 40 controles de calidad de la traducción.